# أحمد بن الحسين (المهدي)
المهدي أحمد بن الحسين (توفي 20 فبراير 1258) إمام الدولة الزيدية في اليمن الذي حكم في الفترة من 1248 إلى 1258.

## تولي الإمامة
كان أحمد سيد يمني ينتمي إلى عائلة الرسيين. يوجد خلاف حول علاقته بالأمة السابقين ولكن وفقا لأحد المصادر كان سليل القاسم الراسي في درجة الحادي عشر. كان فقيها حسب المذهب الشيعي الزيدي. كانت مؤهلاته الدينية مقبولة لأنه كان يحافظ على الصلاة والصوم. أعلن في معقله جبل ثلا في يونيو 1248 أنه أصبح الإمام بموافقة عائلة المنصور عبد الله الإمام السابق. اعتمد الإمام الجديد صعدة عاصمة للدولة ومد نفوذه إلى أكثر من 20 حصن. استقوت الدولة الزيدية من خلال قتل السلطان الرسولي القوي نور الدين عمر عام 1250. في نفس العام تمكن المهدي أحمد من الاستيلاء على صنعاء حيث كان يحكمها الوالي الرسولي أسد الدين. انسحب أسد الدين إلى قلعة بيراش القريبة ومن خلالها حاول زعزعة دولة الإمام. ومع ذلك امتدت سلطة المهدي أحمد في وقت قصير جنوبا حتى ذمار. تلقى نكسة عندما اضطر للتخلي عن صنعاء بعد أقل من عام. بدلا من ذلك اشترى معقل بيراش من أسد الدين الذي يدين بالولاء للسلطان الرسولي. دخل المهدي في مفاوضات مع أحمد المظفر يوسف السلطان الرسولي الجديد. ومع ذلك كانت الخلافات بين السنة الرسوليين والإمام الزيدي واضحة جدا. أرسل المظفر يوسف القتلة لقتل المهدي أحمد. أصيب الإمام بخنجر ولكن مريديه حفظوا حياته.

## معركة شوابة
سرعان ما أصبحت عائلة المنصور عبد الله غير راضين عن المهدي أحمد واتهم الإمام بالافتقار إلى المؤهلات المنصوص عليها في الإمامة على النحو المنصوص عليه من قبل الزيدية. شعبية المهدي أحمد انخفضت أيضا بسبب بعض حالات الابتزاز. احتشد أبناء الطائفة الزيدية غير الراضين وراء شمس الدين أحمد وهو ابن المنصور عبد الله الذي أعلن أنه الإمام في 1254. مع مساعدة أسد الدين دخل شمس الدين صعدة وفر المهدي. في نفس العام شمس الدين وشقيقه صارم الدين داود زارا السلطان الرسولي في زبيد حيث تم استقبالهم كأحد من أفراد العائلة المالكة. مطالب آخر بالإمامة كان الشريف الحسن بن وهاس. زجر الناس لدعم منافسه في 1256 وقبل به بعض العلماء. في 1257 أعلنت الجماعة الزيدية خلع المهدي أحمد. تولى شمس الدين قيادة المتمردين وتلقى الدعم من السلطان الرسولي المظفر يوسف. حاول المهدي أحمد الحفاظ على منصبه مع البقية من أتباعه. القوى المتعارضة التقت في نهاية المطاف في عام 1258 في شوابة. هزمت قوات المهدي أحمد وفروا من الميدان. ترك الإمام وحده تقريبا في ساحة المعركة. كان محاطا من قبل الأعداء وقتل. قطع رأسه ونقله إلى شمس الدين أحمد. تم الإبلاغ عن حدوث المعجزة في قبره في شوابة. المعركة وقت في نفس يوم قتل المستعصم بالله الخليفة العباسي الأخير في بغداد على يد المغول. أعقب مقتل الإمام المزيد من الصراع الداخلي بين أبناء الطائفة الزيدية. حاول شمس الدين أحمد انتزاع اعتراف بإمامته من الرسوليين. ومع ذلك طعن على الفور من قبل الشريف الحسن بن وهاس الذي كان أيضا أعلن إمامته.